# Bassus californicus
Bassus californicus är en stekelart som beskrevs av Muesebeck 1927. Bassus californicus ingår i släktet Bassus och familjen bracksteklar. Inga underarter finns listade.